# Nobiskuhle
Die Nobiskuhle ist ein See nordwestlich von Bremen linksseitig der Weser bei Altenesch, heute Gemeinde Lemwerder, Landkreis Wesermarsch, Niedersachsen.

## Beschreibung
Das nahezu kreisrunde Gewässer mit einem Durchmesser von 150 Metern liegt an der Schnittstelle der Lemwerderner Ortsteile Braake, Altenesch und Deichshausen. Die Nobiskuhle befindet sich in unmittelbarer Nähe zum linken Weserufer und einem Seitenarm der Ochtum, der so genannten Alten Ochtum. Die Ränder des Sees sind von Bäumen umstanden und am Nordufer wurden einige Wochenendhäuschen errichtet.
Die Brake, eine Auskolkung, die während einer Sturmflut durch einen Deichbruch  verursacht wurde, entstand angeblich im Jahre 1478.
Der Name steht wohl im Zusammenhang mit einem ehemals an dieser Stelle zu vermutenden Nobiskrug, einer nicht abschließend geklärten Sonderform mittelalterlicher Gasthäuser.

## Nobissage
Ludwig Strackerjan hat eine in der Gegend erzählte Sage zur Entstehung der Nobiskuhle überliefert.  Laut dieser bestachen Bauern auf der rechten Weserseite einen Mann namens Nobis auf der Stedinger Seite mit einer Kuh und einem roten Rock, den Deich bei Altenesch während einer außerordentlich hohen Sturmflut zu beschädigen, um das Hinterland auf der linken Weserseite zu fluten und damit die Gefahr von der rechten Weserseite abzuwenden. Der Täter wurde jedoch gefasst und dazu verurteilt, in einer mit nach innen geschlagenen Nägeln bewehrten Tonne in das durch seine Schuld entstandene Wasserloch zu rollen. Als über ihm der neue Deich aufgeschüttet wurde, soll er zuletzt noch gerufen haben: „De rode Rock, de bunte Koh, de deckt mi armen Sünner to!“